# Vincent de Chausenque
Vincent de Chausenque   (Gontaut de Nogaret, 9 d'abril de 1781 - Gontaut de Nogaret, 29 d'abril de 1868) va ser un pirineista francès.

## Biografia
Després d'estudiar a Sorese (Tarn), on va desenvolupar el seu interès per la història natural, Chausenque va ingressar a l'Escola d'Enginyeria de Metz el 1802. Dos anys més tard, com a oficial topogràfic, va ser enviat als Pirineus, com a responsable dels mapes de Tarba, Lorda i Varètja. Les seves primeres excursions per Varètja i Cauterés van despertar una passió pels Pirineus que mai no l'abandonaria. Va deixar l'exèrcit el 1808 i es va allunyar dels Pirineus fins al 1822. A partir d'aleshores, va fer nombroses excursions pel vessant francès de la serralada dels Pirineus.
Chausenque va ser més un explorador i naturalista aficionat que un veritable escalador. Tanmateix, porten el seu nom:
- La punta Chausenque (3.204 m), al massís del Vinyamala, del qual va fer la primera ascensió coneguda el 30 de juny de 1822;
- L'espatlla Chausenque (3.154 m), també al massís del Vinyamala;
- La bretxa Chausenque (2.790 m), que va creuar el 10 de juliol de 1847, durant la primera ascensió coneguda del Pic de Nhèuvièlha.

## Escrits
- Vincent de Chausenque, Les Pyrénées, ou Voyages pédestres dans toutes les régions de ces montagnes depuis l'Océan jusqu'à la Méditerranée, París, Lecointe i Pougin, 1834 (reeditat el 1854 i el 1863, Agen, Prosper Noumel), 2a ed., vol. 1 i vol. 2.